# Wadi ACC
Wadi ACC è una città dell'India di 4.706 abitanti, situata nel distretto di Gulbarga, nello stato federato del Karnataka. In base al numero di abitanti la città rientra nella classe VI (meno di 5.000 persone). ACC è la sigla di Associated Cements Company, azienda cementificia che ha qui uno dei suoi impianti. 

## Società

### Evoluzione demografica
Al censimento del 2001 la popolazione di Wadi ACC assommava a 4.706 persone, delle quali 3.072 maschi e 1.634 femmine. I bambini di età inferiore o uguale ai sei anni assommavano a 266, dei quali 139 maschi e 127 femmine. Infine, coloro che erano in grado di saper almeno leggere e scrivere erano 3.690, dei quali 2.531 maschi e 1.159 femmine.